# Artassenx
Artassenx település Franciaországban, Landes megyében. Lakosainak száma 260 fő (2022. január 1.). Artassenx Bascons, Laglorieuse, Maurrin és Pujo-le-Plan községekkel határos.

## Népesség
A település népességének változása:
| Lakosok száma | 162  | 233  | 255  | 236  | 262  | 252  | 250  | 259  | 263  | 260  |
|               | 1968 | 1982 | 1990 | 2006 | 2013 | 2015 | 2017 | 2019 | 2020 | 2022 |